# Harlem (Floride)
Harlem est une census-designated place du comté de Hendry, dans l'État de Floride, aux États-Unis,. En 2020, elle compte une population de 2 441 habitants.